# Vrasná
Vrasná, en grec moderne : Βρασνά, est un village du dème de Vólvi, district régional de Thessalonique, en Macédoine-Centrale, Grèce.
Selon le recensement de 2011, la population du village s'élève à 278 habitants.